# Tony Figueroa
Francisco Antonio Figueroa Díaz (Lázaro Cárdenas, Michoacán, 13 de junio de 1999), conocido deportivamente como Tony Figueroa, es un futbolista mexicano, juega como mediocampista ofensivo y su actual equipo es el Club Atlético Morelia de la Liga de Expansión MX.

## Trayectoria

### Monarcas Morelia

#### Comienzos
Ingresó a las fuerzas básicas del Atlético Morelia, en el año 2010 jugando para las categorías inferiores, para el Apertura 2015. Al tener buenas actuaciones con las categorías inferiores, fue visoriado por Enrique Meza, quien lo incluyó en pretemporada con el primer equipo. Sin embargo, no logró debutar en Primera División.

#### Profesional
Debuta en Copa MX el 9 de marzo de 2016, ante el Club León.
En el Clausura 2017, debuta el 28 de enero de 2017 bajo el mando de Pablo Marini, en la derrota de 3-1 ante el Atlas.

### Club de Fútbol Pachuca
En junio de 2017, se oficializó su fichaje al Club de Fútbol Pachuca de cara al Apertura 2107, en compra definitiva. La transacción fue de 1.5 millones de dólares. 
Durante 2022 estuvo cedido con el Querétaro Fútbol Club, volviendo a los tuzos a principios de 2023.

## Selección nacional
En abril de 2019, Tony fue incluido en el plantel de 21 jugadores para representar a México en el Mundial Sub-20 de Polonia.

## Estadísticas
Actualizado al último partido jugado el 25 de junio de 2023.
| C. A. Morelia · México              |               |               |    |    |    |   |   |     |     |   |
| 1ª                                  | 2015-16       | 0             | 0  | 1  | 0  | - | - | 1   | 0   |   |
| Total club                          | Total club    | 0             | 0  | 1  | 0  | 0 | 0 | 1   | 0   |   |
| C. F. Pachuca · México              |               |               |    |    |    |   |   |     |     |   |
| 1ª                                  | 2016-17       | 9             | 0  | -  | -  | 2 | 0 | 11  | 0   |   |
| 1ª                                  | 2017-18       | 4             | 0  | 7  | 0  | 1 | 0 | 12  | 0   |   |
| 1ª                                  | 2018-19       | 14            | 0  | 9  | 1  | - | - | 23  | 1   |   |
| 1ª                                  | 2019-20       | 4             | 0  | 8  | 0  | - | - | 12  | 0   |   |
| 1ª                                  | 2020-21       | 22            | 0  | -  | -  | - | - | 22  | 0   |   |
| 1ª                                  | 2021          | 7             | 0  | -  | -  | - | - | 7   | 0   |   |
| 1ª                                  | 2023          | 11            | 0  | -  | -  | 2 | 0 | 13  | 0   |   |
| 1ª                                  | 2023-24       | 0             | 0  | 1  | 0  | - | - | 1   | 0   |   |
| Total club                          | Total club    | 71            | 0  | 25 | 1  | 5 | 0 | 101 | 1   |   |
| Querétaro F. C. · México            |               |               |    |    |    |   |   |     |     |   |
| 1ª                                  | C-2022        | 4             | 0  | -  | -  | - | - | 4   | 0   |   |
| 1ª                                  | A-2022        | 4             | 0  | -  | -  | - | - | 4   | 0   |   |
| Total club                          | Total club    | 8             | 0  | 0  | 0  | 0 | 0 | 8   | 0   |   |
| Total carrera                       | Total carrera | Total carrera | 79 | 0  | 26 | 1 | 5 | 0   | 110 | 1 |
| (1)Incluye datos de la Copa México. |               |               |    |    |    |   |   |     |     |   |

## Palmarés
| Equipo(s)         | Equipo(s)     | Nacionales | Nacionales | Nacionales | Subtotal | Continentales | Continentales | Mundiales | Mundiales | Subtotal | Total |
| ----------------- | ------------- | ---------- | ---------- | ---------- | -------- | ------------- | ------------- | --------- | --------- | -------- | ----- |
| Equipo(s)         | Equipo(s)     | Liga       | Copa       | Supercopa  | Subtotal | C1            | C2            | M1        | M2        | Subtotal | Total |
| Bandera de México | C. F. Pachuca | -          | –          | –          | 1        |               | –             | –         | –         | –        | –     |
| Total             | Total         | -          | –          | –          | -        | 1             | –             | –         | –         | 1        | 1     |